# Дуйсбург
Ду̀йсбург (на немски: Duisburg, [ˈdyːsbʊʁk]), известен на български и като Ду̀исбург, е град в Западна Германия, област Рур, провинция Северен Рейн-Вестфалия. Населението на града е 485 580 души към 30 юни 2014 г. Площта му е 232,83 km², а гъстотата на населението – 2091 д/km².

## География
Разположен е около района на вливането на река Рур в река Рейн. Дуйсбург е с най-голямото в света речно пристанище с 50 млн. тона товарооборот.

## Население на Дуйсбург
Към 2010 г. населението е 489 600 души. В Дуйсбург съществуват големи емигрантски общности.
Следващата таблица показва етническия състав на чужденците в Дуйсбург.
| Място | Националност        | Население (2014) |
| ----- | ------------------- | ---------------- |
| 1     | Турция              | 36 100           |
| 2     | Румъния             | 5358             |
| 3     | България            | 4809             |
| 4     | Полша               | 4766             |
| 5     | Италия              | 3289             |
| 6     | Гърция              | 2582             |
| 7     | Сърбия              | 2140             |
| 8     | Босна и Херцеговина | 1917             |

## Известни личности
Родени в Дуйсбург
- Густав Вайганд (1860 – 1930), езиковед

Починали в Дуйсбург
- Герардус Меркатор (1512 – 1594), картограф
- Валтер Модел (1891 – 1945), офицер

Други
- Барбара Кьолер (р. 1959), писателка, живее в града от 1994 г.

## Побратимени градове
- Портсмът, Великобритания от 1950
- Кале, Франция от 1964
- Ломе, Того от 1973
- Ухан, Китай от 1982
- Вилнюс, Литва от 1985
- Газиантеп, Турция от 2005
- Перм, Русия от 2007
- Сан Педро Сула, Хондурас от 2008

## Галерия
- Вътрешното пристанище на Дуйсбург
- Герб на Дуйсбург на сградата на кметството